# Brent LaRue
Brent LaRue (né le 26 avril 1987) est un athlète slovène, spécialiste du 400 m haies.
Il est né Américain à Kernersville en Caroline du Nord. En 2010, il s'est marié avec Ana Jerman, une Slovène, et a été naturalisé en 2011.
Son meilleur temps est de 49 s 38, réalisé lors des Jeux olympiques de 2012 à Londres.